# Geroj našego vremeni
Geroj našego vremeni (Герой нашего времени) è un film del 1966 diretto da Stanislav Iosifovič Rostockij.